# Kusuo Kitamura
Kusuo Kitamura (北村久寿雄?, Kitamura Kusuo; Kōchi, 9 ottobre 1917 – 6 giugno 1996) è stato un nuotatore giapponese.

## Carriera
Specializzato nello stile libero, ha vinto la medaglia d'oro nei 1500 m ai Giochi olimpici di Los Angeles 1932.
Il giapponese è ancora oggi il più giovane vincitore uomo di un oro olimpico individuale: il giorno del trionfo Kitamura ha appena 14 anni e 309 giorni.
È diventato uno dei Membri dell'International Swimming Hall of Fame.

## Palmarès
- Olimpiadi
  - Los Angeles 1932: oro nei 1500 m sl.